# 용인레이번스 축구단
용인레이번스 축구단은 경기도 용인시에 위치한 유소년 축구단이다.

## 출신 선수
- 이남규(1993)
- 이정진(1993)
- 박성수(1996)
- 강이삭(1998)
- 김민석(1999)
- 백승우(1999)
- 이중민(1999)
- 소지훈(2002)
- 윤주용(2003)

## 참고 자료
- 중등리그 용인레이번스 U-15팀 외국인 감독 소우자 "저는 꿈이 있어요"
- 중등리그 용인 레이번스 강이삭-문동욱' ‘축구와 학업' 제가 선택한 길은…’
- 브라질 거쳐 독일로..."번역기 써가며 '축구하고 싶다' 했죠"